# Ponto a Ponto
Ponto a Ponto foi um programa de televisão brasileiro do gênero game show, produzido pela TV Globo e exibido de 31 de março a 4 de agosto de 1996. Foi uma versão do programa italiano Il Grande gioco dell'oca, e era exibido nas tardes de domingo. O programa era presentado por Ana Furtado, Danielle Winits e Márcio Garcia.
Dois jovens gaúchos morreram tentando imitar a brincadeira da bola de fogo do programa, o que fez com que a emissora o cancelasse temendo que ocorressem outros fatos como este devido ao teor perigoso das provas.

## O programa
Participavam quatro casais de estudantes representando diferentes escolas, acompanhados de suas respectivas torcidas, com o objetivo de acumular o maior número de pontos. As brincadeiras consistiam em passar por compartimentos contendo cobras, rãs e ratos, praticar tiro ao alvo, subir em pau-de-sebo, escalar paredes e driblar jatos d’água e bolas de fogo. Aqueles que realizassem primeiro as cinco tarefas, divididas pelos respectivos blocos do programa, levavam o prêmio: o equivalente em dinheiro à pontuação alcançada. A dupla vencedora voltava no domingo seguinte. Atingindo 30 mil pontos, cada participante da dupla ganhava um carro zero quilômetro.

## Equipe
- Roteiro: Miguel Paiva
- Direção: Maurício Tavares
- Gerência de produção: Antônio Carlos
- Direção de produção: Antônio Augusto

## Provas do programa
- Velocípede
- Bola de Fogo
- Chave
- Elástico
- Jato D'água
- Grampo
- Eletro
- Ganchos
- Tesouro
- Ping Pong Submarino
- Guilherme Tell
- Mala D'Agua
- Telhado
- Pau de Sebo
- Peso Certo
- Gangorra
- Tato
- Carro com Joias
- Gaiola
- Banheira
- Rede
- Auto Flagelação
- Para Quedas
- Depilação
- Jaula Voadora
- Cordas
- Futebol
- Escada Rampa
- Dança do Ventre
- Espantalho
- Escalada na Neve
- Timão
- Macaco na Piscina
- Prisão
- Corda Bamba
- Marilyn Monroe
- Pula Caixa
- Furadeira
- Trapézio
- Caixa Magica
- Elástico na Piscina
- Basquete Voador
- Prédio
- Caixa Com a Mulher
- Bola de Ferro
- Meio Quilo
- Dentadura
- Mãos
- Casa Desabando
- Ralação
- Cimento
- Poste
- Cama
- Arvore
- Atirador de Facas
- Sino
- Tiro ao Alvo
- Caixa

## Audiência
O primeiro programa marcou uma média de 19 pontos contra 14 do SBT que apresentava Domingo Legal.